# Lycopodiastrum casuarinoides
Lycopodiastrum es un género monotípico de helechos perteneciente a la familia Lycopodiaceae. Su única especie: es Lycopodiastrum casuarinoides.

## Descripción
Son plantas grandes y terrestre con rizoma largo y rastrero, brotes aéreos leñosos y parras, cilíndricos, con hojas dispersas. Las ramas estériles suaves, de color verde amarillento, cilíndricas; hojas dispuestas en espiral, pero la base de la hoja torcida. Ramas fértiles suaves, de color marrón rojizo, ramillas aplanadas, dicotómicamente ramificadas con ramillas laterales bien diferenciadas; hojas dispuestas en espiral, adpreso, escamosas; brácteas similares a las hojas en brotes aéreos pero más pequeños; estróbilos 6 - 26 por pedúnculo que forman una forma de cono, con pedúnculos y pedicelos erectos, curvados, de color marrón rojizo; esporófilos ampliamente ovados, imbricados, densamente membranosos, con dientes irregulares en el margen, ápice agudo, con arista larga membranosa. Los esporangios tienen  las axilas de esporófilos, cerrados, amarillos, reniformes.

## Distribución
Está ampliamente distribuida en zonas tropicales y subtropicales de Asia y se extienden hacia el este a Papúa Nueva Guinea.

## Taxonomía
Lycopodiastrum casuarinoides fue descrita por (Spring) Holub ex R.D.Dixit y publicado en Journal of the Bombay Natural History Society 77(3): 540. 1980[1981].
Sinonimia
- Lepidotis casuarinoides (Spring) Rothm.